# 大木金次郎
大木 金次郎（おおき きんじろう、1904年（明治37年）8月3日 - 1989年（平成元年）8月3日）は、日本の教育者、経済学者、経済学博士。青山学院大学第11代院長、青山学院理事長。

## 略歴
1904年8月3日、山梨県甲府市に生まれる。1922年3月、甲府商業学校を卒業し、校長の推薦により同年4月に朝鮮銀行に就職する。同年10月、同行大邱支店在勤中にF.H.スミスから洗礼を受け、さらにクリスチャンだった支店長の薦めにより、1925年に青山学院高等学部商科に無試験入学する。1929年3月に卒業した後、同年6月に同学院の留学生として渡米し、アメリカのオハイオ・ウェスリアン大学経済学部に留学し、その卒業後さらにコロンビア大学大学院で経済政策を専攻してマスター・オブ・アーツの学位を取得する。
1932年10月に帰国して、青山学院高等学部商科の教授に就任し、1935年3月に同科が高等商業学部に改組した後は教務主任を兼任する。1943年3月、笹森順造院長の人事により退任させられるが、青山学院理事会の要請により青山学院に戻り、1950年に理事に就任する。1951年4月に財務理事、同年7月に商学部長（1953年4月に商学部が経済学部に組織変更したため、それ以降は経済学部長）となり、1958年4月に青山学院大学長に専任され、1959年4月に法学部創設に伴い初代法学部長となり、1960年1月に大学長在職のまま青山学院長となる。1961年4月から開園した青山学院幼稚園の園長を兼務した。
1960年代の大学紛争に対しては機動隊導入などの厳しい態度で臨み、1972年には理事会方針に逆らうことが多かった文学部神学科の募集停止を決定した（1977年廃止）。
学院外では1961年6月からキリスト教学校教育同盟第19代理事長となる。1969年9月から12月まで、ニューヨークの第24回国際連合総会に日本政府代表として出席する。1978年10月から日本国際問題研究所理事、1979年4月から文部省教育職員養成審議会会長、1980年5月から日本私立大学連盟会長、同年6月から全私学連合代表、同年11月から文部省私立大学審議会会長、1981年8月から私立大学退職金財団理事長、1982年4月から青山学院大学初代国際政治経済学部長、1983年3月から日本私立大学連盟顧問、1984年4月から全日本私立幼稚園連合会初代会長となる。
1989年8月3日、急性心不全のため死去、享年85歳。墓所は小平霊園の青山学院墓地。

## 栄典
- 1970年11月1日 - 藍綬褒章[15]
- 1978年11月1日 - 勲一等瑞宝章[14]
- 1989年8月29日 - 従三位[16]

## 著作

### 著書

#### 単著
- 『経済学の理論と思想の発展』巌松堂書店、1938年10月。
- 『経済政策学原理 経済政策論の方法史的展開』千倉書房、1959年6月。

#### 翻訳
- ステュワート・チェース『ニューディール 新経済工作論』森山書店、1934年5月。

### 論文

#### 博士論文
- 「経済政策学における理論体系の構成原理の研究」、日本大学、1959年10月26日、NAID 500000477735。

### 作詞
- 青山学院校歌 - 1974年制定、平岡精二作曲[17][18]

## 追悼文集
- 『神の愛に生きる 大木金次郎先生追憶文集』青山学院、1990年11月。
- 『青山学院大学理工学部25周年記念誌 院長・理事長大木金次郎教授追悼号』青山学院大学理工学部、1990年11月。